# 索姆河畔沃
索姆河畔沃（法語：Vaux-sur-Somme，法語發音：[vo syʁ sɔm]）是法国上法蘭西大區索姆省的一个市镇，属于亚眠区。

## 地理
索姆河畔沃（49°55'17"N, 2°33'2"E）面积5.18 平方千米，位于法国上法蘭西大區索姆省，该省份为法国北部沿海省份，北起加来海峡省和北部省，西接滨海塞纳省和大西洋英吉利海峡，南至瓦兹省，东临埃纳省。
与索姆河畔沃接壤的市镇（或旧市镇、城区）包括：科尔比、梅里库尔拉贝、萨伊勒塞克、韦尔苏科尔比。

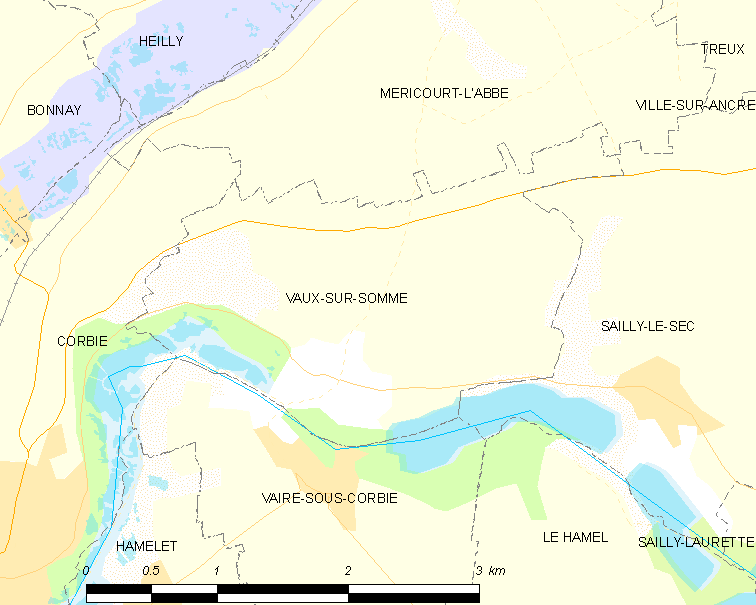
索姆河畔沃的OSM定位图

索姆河畔沃的时区为UTC+01:00、UTC+02:00（夏令时）。

## 行政
索姆河畔沃的邮政编码为80800，INSEE市镇编码为80784。

## 政治
索姆河畔沃所属的省级选区为科尔比县。

## 人口

1962-2008年间索姆河畔沃人口变化图示

索姆河畔沃于2022年1月1日时的人口数量为272人。